# Kirche zur Überführung der Reliquien des Hl. Nikolaus (Mačvanska Mitrovica)
Die Kirche zur Überführung der Reliquien des Hl. Nikolaus (serbisch: Црква преноса моштију Светог оца Николаја, Crkva prenosa moštiju Svetog oca Nikolaja), in der Kleinstadt, Mačvanska Mitrovica, ist eine serbisch-orthodoxe Kirche, im nördlichen Serbien.
Die von 1936 bis 1939 erbaute Pfarrkirche, ist Sitz der Pfarrei Mačvanska Mitrovica, im Dekanat Mačva, der Eparchie Šabac, der serbisch-orthodoxen Kirche. Die Kirche ist der Überführung der Reliquien des Hl. Nikolaus geweiht.

## Lage
Die Kirche befindet sich im Zentrum der nordserbischen Stadt Mačvanska Mitrovica. Das Gotteshaus steht fast direkt am Ufer der Save, einem rechten Nebenfluss der Donau. Sie steht an der Straße Mačvanski Kej.
Nahe der Kirche steht eine Brücke, die Mačvanska Mitrovica mit der direkt am anderen Ufer der Save liegenden Stadt Sremska Mitrovica verbindet. Nahe der Kirche stehen ein Restaurant und eine Bäckerei.

## Geschichte

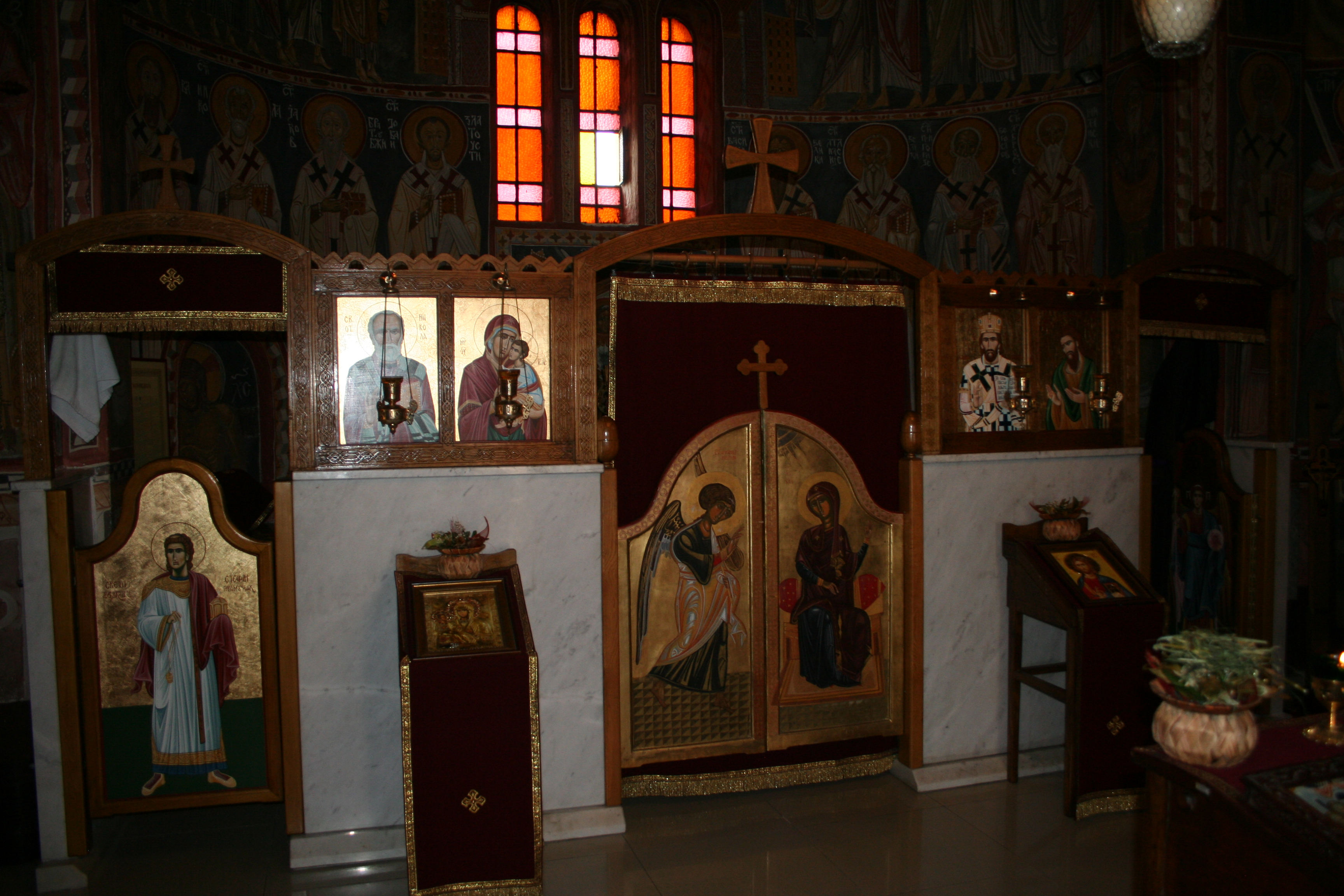
Die Ikonostase der Kirche

Auf dem Gebiet der Stadt stand im 2. Jahrhundert eine Kirche die dem Hl. Irinej geweiht war, diese Kirche wurde vier Mal zerstört und erneuert, weiteres ist zu der Kirche nicht bekannt.
Die Kirche wurde von 1936 bis 1939 errichtet. Am 22. Mai 1939 wurde die Kirche, vom damaligen Bischof, der damaligen Eparchie Šabac-Valjevo, Simeon, eingeweiht.
Ktitor der Kirche war Nikola P. Marković. Er wurde 1879 in der Stadt geboren und starb am 27. Juni 1944 in Šabac. Heutiger Priester der Kirche von Mačvanska Mitrovica ist Dragiša Stefanović. Mit seiner Ernennung zum Priester wurde Mačvanska Mitrovica eine eigenständige Kirchengemeinde.

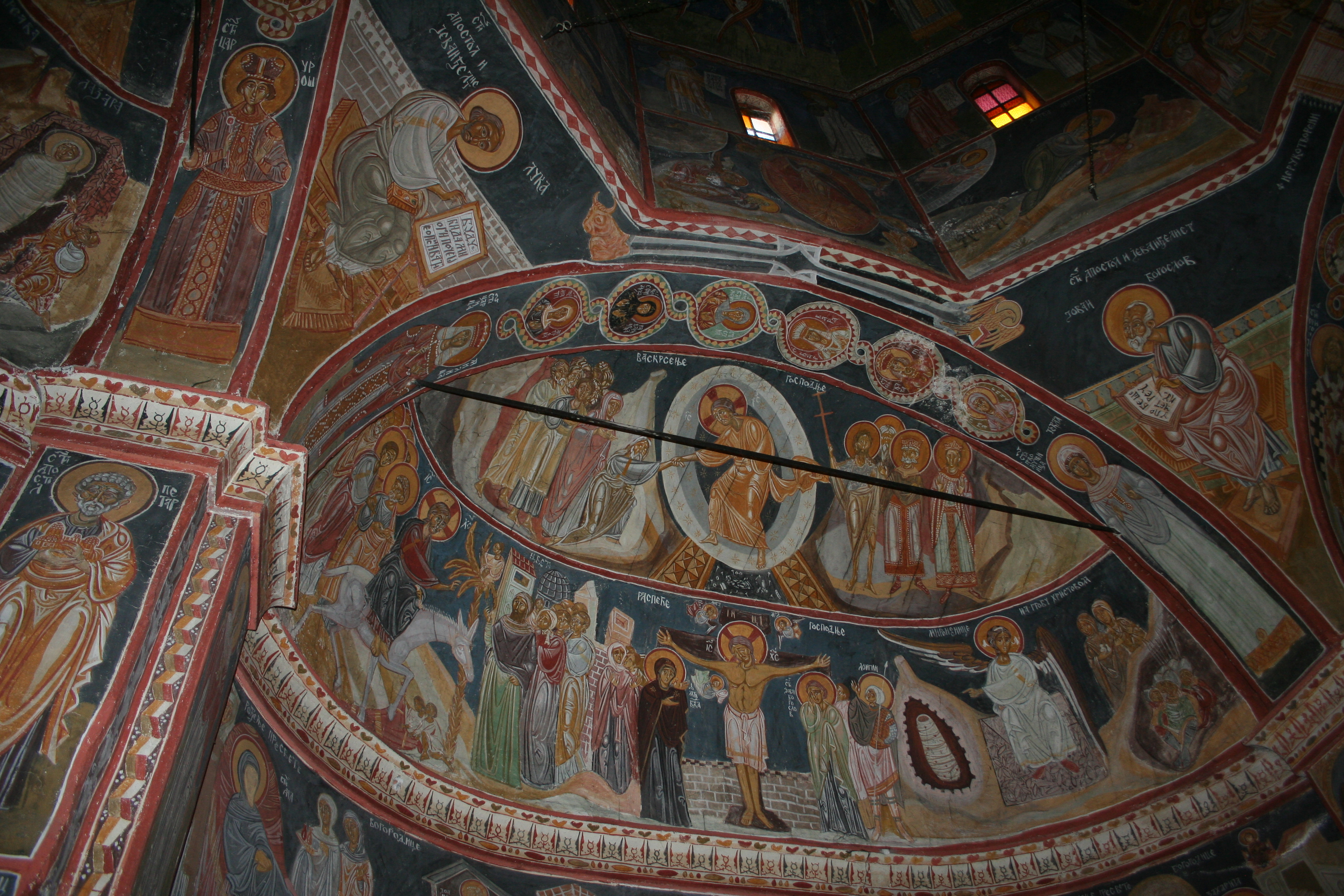
Die Fresken im Inneren der Kirche

## Architektur
Die Kirche ist eine Drei-Konchen-Choranlage und im serbisch-byzantinischen Stil, der Morava-Schule, errichtet. Auffällig ist die große Kuppel in der Mitte des Kirchenschiffs, was kennzeichnend für diesen Kirchenbaustil des mittelalterlichen Serbien ist. Der kleine Kirchturm ist an der Westfassade der Kirche angebaut. Im Inneren befinden sich typisch byzantinische Fresken und eine Ikonostase mitsamt Ikonen.

## Belege
- Seite über die Kirche auf der Seite Mačvanski sajt (serbisch)
- Seite über die Kirche auf der Seite der Eparchie  Šabac (Memento vom 6. Juli 2013 im Webarchiv archive.today) (serbisch)